# SpongeBob SquarePants: Revenge of the Flying Dutchman
SpongeBob SquarePants: Revenge of the Flying Dutchman (с англ. — «Губка Боб Квадратные Штаны: Месть Летучего Голландца») — компьютерная игра в жанре платформер, разработанная компаниями BigSky Interactive и Vicarious Visions и изданная THQ. Игра основана на одноимённом мультипликационном сериале от Nickelodeon. Она была выпущена для консолей PlayStation 2, Nintendo GameCube и портативной игровой приставки Game Boy Advance. Она стала последней игрой, разработанной BigSky Interactive.

## Сюжет
Однажды Губка Боб просыпается и начинает играть с улиткой по имени Гэри в лапту. Это приводит к тому, что улитка откапывает сундук с сокровищами. Губка Боб открывает сундук и находит там бутылку. После того, как он потёр бутылку, она разбрасывает дублоны по всему Бикини Боттом и освобождает Летучего Голландца. Летучий Голландец сообщает Губке Бобу, что за выкапывание сундука он навсегда заберёт Гэри работать на свой корабль. Позже он фактически исполняет своё обещание.

## Отзывы
Версия для консоли GameCube имеет на GameRankings рейтинг 72 %, а для Game Boy Advance имеет рейтинг 75 %. Версия для PlayStation 2 имеет на GameRankings рейтинг 53 % была встречена в основном отрицательно. Причиной этому послужил сбой, из-за которого игра «зависала» во время загрузки. Рейтинг игры.